# Tour della nazionale maschile di rugby a 15 dell'Argentina 2022
A novembre 2022 la nazionale argentina di rugby allenata da Michael Cheika fu impegnata in un tour in Gran Bretagna con tre test match, nell'ordine contro Inghilterra a Londra, Galles a Cardiff e Scozia a Edimburgo.
Benché concluso all'ultimo posto, l'Argentina proveniva da un Championhip 2022 di assoluto rilievo, avendo battuto in casa l'Australia e addirittura a Christchurch la Nuova Zelanda nel primo dei due incontri in casa degli All Blacks; quindi affrontava il tour europeo con ragionevoli speranze di poter concluderlo con un bilancio positivo tra partite vinte e perse.

## Il tour
Il primo incontro del tour a Twickenham mostrò i progressi ottenuti dai Pumas sul piano della tenuta alla distanza: in effetti, nessuna delle due squadre prevalse in maniera netta sull'altra: alla meta iniziale di Cokasaniga risposero in avvio di ripresa gli argentini Boffelli e Carreras, e van Poortvliet pareggiò il conto delle segnature.
A fare la differenza fu il peso delle marcature dalla piazzola: due trasformazioni e cinque piazzati per l'inglese Farrell, una trasformazione ma sei piazzati per Boffelli, che quindi diede all'Argentina quel punto in più per vincere l'incontro 30-29, seconda vittoria di sempre a Twickenam dal 2006 e terzo scalpo illustre in stagione dopo Australia e Nuova Zelanda.
Il Galles che attendeva l'Argentina al Millennium Stadium proveniva da una stagione problematica, caratterizzata dalla prima sconfitta interna di sempre contro l'Italia nel Sei Nazioni 2022 e dal pesante rovescio interno una settimana prima contro la Nuova Zelanda per 23-55.
I Pumas prima del quarto d'ora conducevano 6-0 grazie a due piazzati di Boffelli, ma nella mezzora centrale dell'incontro vi fu solo Galles: tra il 32' e il 63' prima Faletau, poi Tomos Williams andarono a meta, e Ashcombe e Priestland fissarono il risultato 20-6 a 17' dalla fine.
La meta argentina nel finale di Chaparro servì solo a ridurre le dimensioni della sconfitta a 7 punti (13-20) ma non cambiò l'esito della gara.
La Scozia proveniva da un equivoco tattico a seguito degli esperimenti del proprio CT Townsend, che in ottica di rinnovamento della squadra aveva fatto a meno di Finn Russell all'apertura per dare spazio a Blair Kinghorn; la difficoltà di Kinghorn a inserirsi in meccanismi già rodati portò Townsend a ripristinare Russell in squadra: contro i Pumas fu lui a ispirare i tre quarti scozzesi (tutti a meta, con Darcy Graham protagonista di giornata con 3 mete).
La partita in sé non ebbe storia, anche se l'Argentina, pur con otto mete al passivo, riuscì ad andare a propria volta a meta in quattro occasioni e a ridurre la sconfitta a soli 23 punti, 29-52.

## Risultati
| Arbitro: | Andrew Brace |

|                                   |      |                                       |
| Cokasaniga 25’ van Poortvliet 55’ | mt   | 47’ Boffelli 51’ S. Carreras          |
| O. Farrell 25’, 55’               | tr   | 51’ Boffelli                          |
| Farrell 13’, 37’, 43’, 61’, 67’   | c.p. | 10’, 16’, 34’, 39’, 64’, 70’ Boffelli |

| Arbitro: | Ben O'Keeffe |

|                             |      |                    |
| Faletau 32’ T. Williams 47’ | mt   | 69’ Tetaz Chaparro |
| Anscombe 32’, 47’           | tr   | 69’ Boffelli       |
| Anscombe 37’ Priestland 63’ | c.p. | 8’, 14’ Boffelli   |

| Arbitro: | Karl Dickson |

|                                                                                      |      |                                                     |
| Tuipulotu 11’, 55’ D. v.d. Merwe 24’ D. Graham 28’, 42’, 77’ C. Redpath 68’ Hogg 74’ | mt   | 16’ de la Fuente 39’ Alemanno 52’ Boffelli 87’ Ruiz |
| Russell 11’, 24’, 55’, 68’, 74’, 77’                                                 | tr   | 39’, 52’, 87’ Boffelli                              |
|                                                                                      | c.p. | 2’ Boffelli                                         |